# Testudinella kostei
Testudinella kostei är en hjuldjursart som beskrevs av De Ridder 1983. Testudinella kostei ingår i släktet Testudinella och familjen Testudinellidae. Inga underarter finns listade i Catalogue of Life.